# وس فوجن
وس فوجن (انگلیسی: Wes Fogden؛ زادهٔ ۱۲ آوریل ۱۹۸۸) بازیکن فوتبال اهل بریتانیا است.
از باشگاه‌هایی که در آن بازی کرده‌است می‌توان به باشگاه فوتبال ای‌اف‌سی بورنموث، باشگاه فوتبال یئوویل تاون، باشگاه فوتبال پورتسموث، باشگاه فوتبال هاوانت و واترلوویل، و باشگاه فوتبال برایتون اند هوو آلبیون اشاره کرد.